# Tanya Frei
Tanya Frei (n. 31 mai 1972, Berna, Berna, Elveția) este o jucătoare de curl ce a reprezentat Elveția, medaliată olimpică. A participat la o ediție a Jocurilor Olimpice (2002) în care a câștigat o medalie de argint.

## Participări
Lista de mai jos prezintă principalele competiții la care a participat Tanya Frei de-a lungul carierei.
- curling at the 2002 Winter Olympics[*]